# La abuela (película de 1981)
La abuela es una película dramática colombiana de 1981 dirigida por Leopoldo Pinzón con guion de Julio Jiménez. La trama sigue a una familia decadente y tradicional en Bogotá gobernada por una abuela dominante y despótica que solo ama a su nieto favorito. Está basada en una popular telenovela colombiana del mismo nombre.

## Sinopsis
La película relata la historia de los Paredes, una familia bogotana acaudalada y religiosa dominada por Brígida, la abuela, alguien que no tiene problemas en tiranizar y maltratar a sus parientes con tal de beneficiar a Hernancito, su nieto favorito.

## Reparto
- Teresa Gutiérrez como Brígida Paredes "La abuela".
- Lucero Galindo como Victoria.
- José Saldarriaga como Hernancito.
- Gloria Gómez como Libertad.
- Ana Mojica como Zenobia.